# 209-я истребительная авиационная дивизия (1-го формирования)
209-я истреби́тельная авиацио́нная диви́зия (209-я иад) — соединение Военно-Воздушных сил (ВВС) Вооружённых Сил РККА, принимавшее участие в боевых действиях Великой Отечественной войны.

## Наименования дивизии
- 209-я истребительная авиационная дивизия
- 209-я истребительная авиационная дивизия
- 7-я гвардейская истребительная авиационная дивизия
- 7-я гвардейская Ржевская истребительная авиационная дивизия
- 7-я гвардейская Ржевская Краснознамённая истребительная авиационная дивизия
- 7-я гвардейская Ржевская Краснознамённая ордена Суворова истребительная авиационная дивизия
- 7-я гвардейская Ржевская Краснознамённая орденов Суворова и Кутузова истребительная авиационная дивизия
- Полевая почта 49676

## Создание дивизии
209-я истребительная авиационная дивизия сформирована 10 мая 1942 года Приказом НКО СССР на базе Управления Военно-воздушных сил 22-й армии.

## Расформирование дивизии
- 209-я истребительная авиационная дивизия была расформирована в октябре 1942 года в составе 3-й воздушной армии.

## В действующей армии
В составе действующей армии:
- 10 мая 1942 года по 14 октября 1942 года.

## Командир дивизии
| Звание                | Имя                          | Период                                  | Примечание |
| --------------------- | ---------------------------- | --------------------------------------- | ---------- |
| Генерал-майор авиации | Забалуев Вячеслав Михайлович | 10 мая 1942 года — 14 октября 1942 года |            |

## В составе объединений
| Дата            | Фронт (округ)     | Армия                   | Корпус | Примечания     |
| --------------- | ----------------- | ----------------------- | ------ | -------------- |
| 10.05.1942 года | Калининский фронт | ВВС Калининского фронта | -      | -              |
| 16.05.1942 года | Калининский фронт | 3-я воздушная армия     | -      | -              |
| 14.10.1942 года | Калининский фронт | 3-я воздушная армия     | -      | расформирована |

## Части и отдельные подразделения дивизии
Боевой состав дивизии претерпевал изменения, в её состав входили полки:
| Период                        | Части                                           |
| ----------------------------- | ----------------------------------------------- |
| 10.05.1942 г. — 01.07.1942 г. | 5-й гвардейский истребительный авиационный полк |
| 15.05.1942 г. — 14.06.1942 г. | 521-й истребительный авиационный полк           |
| 08.06.1942 г. — 27.10.1942 г. | 21-й истребительный авиационный полк            |
| 01.07.1942 г. — 27.08.1942 г. | 193-й истребительный авиационный полк           |

## Участие в операциях и битвах
- Прикрытие войск Калининского фронта
- Ржевско-Сычёвская операция — с 30 июля 1942 года по 23 августа 1942 года.
- Погорело-Городищенская операция — с 30 июля 1942 года по 23 августа 1942 года.